# Norte de Santander
Norte de Santander est un des 32 départements de la Colombie, situé dans le nord-est du pays dans la région andine. Sa capitale est Cúcuta. Une autre ville importante est Pamplona.

## Toponymie
Le département doit son nom au général Francisco de Paula Santander, héros de l'indépendance colombienne. Le département faisait partie jusqu'en 1886 de l'État souverain de Santander, qui fut divisé en deux. La partie la plus septentrionale a alors reçu son nom définitif de Norte de Santander tandis que le reste s'est simplement appelée Santander.

## Histoire

### XIXeetXXesiècles

La province de Pamplona en 1810.
Le département de Boyacá en 1824.
La province de Santander en 1855.
L'État souverain de Santander en 1863.
Le département de Norte de Santander depuis 1910.

## Géographie

### Géographie physique

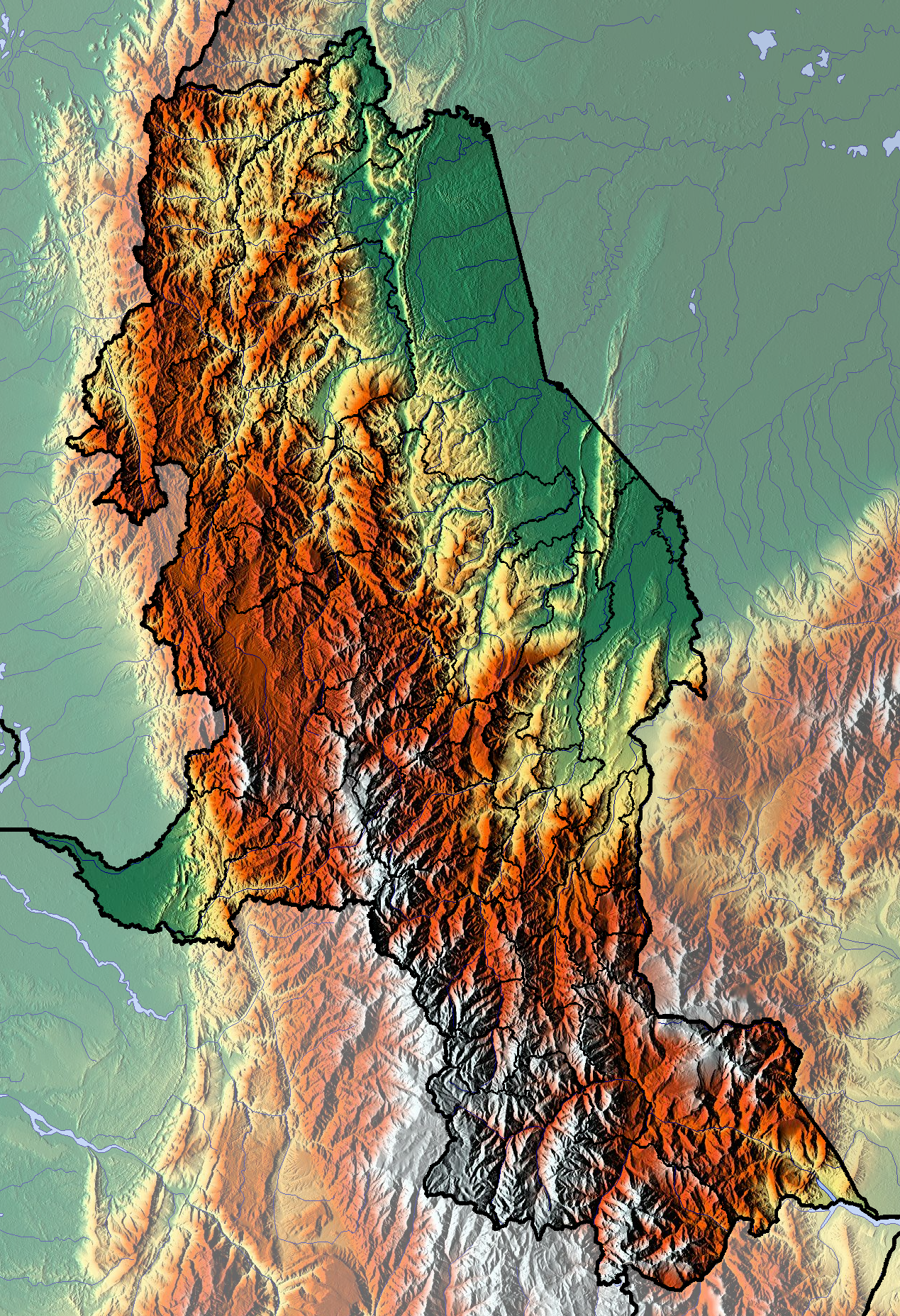
Carte topographique du Norte de Santander.

Le département de Norte de Santander est bordé par le Venezuela à l’est et au nord, ainsi que par le département de Santander et le département de Boyacá au sud, le département de Santander et le département de Cesar à l’est.
Le relief est marqué par la serranía de Los Motilones, une branche septentrionale de la cordillère Orientale. La plus grande partie du département se trouve sur le versant est de cette chaîne montagneuse. Les communications sont donc plus aisées avec le Venezuela qu'avec le reste de la Colombie.
Les fleuves les plus importants sont les ríos Zulia et Catatumbo, qui se jette dans le lac Maracaibo, au Venezuela.

### Découpage administratif

Municipalités de Norte de Santander.

Le département est formé par 40 municipalités regroupées en six provinces. Sa capitale est Cúcuta.
| Municipalité           | Superficie (km2) | Population (2005) | Densité (hab./km2) |
| ---------------------- | ---------------- | ----------------- | ------------------ |
| Abrego                 | 1 582            | 32 142            | 20,32              |
| Arboledas              | 449              | 8 589             | 19,13              |
| Bochalema              | 342              | 6 558             | 19,18              |
| Bucarasica             | 263              | 4 507             | 17,14              |
| Cáchira                | 605,94           | 10 557            | 17,42              |
| Cácota                 | 139,84           | 2 513             | 17,97              |
| Chinácota              | 187              | 14 736            | 78,8               |
| Chitagá                | 1 172            | 9 615             | 8,2                |
| Convención             | 907              | 14 018            | 15,46              |
| Cúcuta                 | 1 176            | 585 543           | 497,91             |
| Cucutilla              | 372              | 8 318             | 22,36              |
| Duranía                | 177,4            | 4 181             | 23,57              |
| El Carmen              | 1 687            | 11 750            | 6,97               |
| El Tarra               | 687              | 9 925             | 14,45              |
| El Zulia               | 537              | 20 247            | 37,7               |
| Gramalote              | 147              | 6 233             | 42,4               |
| Hacarí                 | 597              | 8 116             | 13,59              |
| Herrán                 | 112              | 4 446             | 39,7               |
| La Esperanza           | 665              | 10 889            | 16,37              |
| La Playa de Belén      | 241,25           | 5 806             | 24,07              |
| Labateca               | 249              | 5 776             | 23,2               |
| Los Patios             | 133              | 67 441            | 507,08             |
| Lourdes                | 87               | 3 407             | 39,16              |
| Mutiscua               | 159              | 3 847             | 24,19              |
| Ocaña                  | 460              | 90 037            | 195,73             |
| Pamplona               | 1 176            | 52 903            | 44,99              |
| Pamplonita             | 176              | 4 767             | 27,09              |
| Puerto Santander       | 40,6             | 8 112             | 199,8              |
| Ragonvalia             | 95,85            | 6 757             | 70,5               |
| Salazar de las Palmas  | 493,44           | 9 272             | 18,79              |
| San Calixto            | 387              | 9 837             | 25,42              |
| San Cayetano           | 168              | 4 491             | 26,73              |
| Santo Domingo de Silos |                  | 5 186             |                    |
| Santiago               | 173              | 2 662             | 15,39              |
| Sardinata              | 1 431            | 19 425            | 13,57              |
| Teorama                | 852              | 15 292            | 17,95              |
| Tibú                   | 2 696            | 30 059            | 11,15              |
| Toledo                 | 1 578            | 15 378            | 9,75               |
| Villa Caro             | 402              | 5 007             | 12,46              |
| Villa del Rosario      | 228              | 69 991            | 306,98             |

## Démographie

### Population
| 1985    | 1990      | 1995      | 2000      | 2005      | - |
| ------- | --------- | --------- | --------- | --------- | - |
| 953 939 | 1 035 782 | 1 128 482 | 1 189 992 | 1 243 975 | - |

### Ethnographie
Selon le recensement de 2005, 0,6 % de la population de Norte de Santander se reconnait comme étant "indigène", c'est-à-dire descendant d'ethnies amérindiennes et 1,8 % se définit comme afro-colombienne.

## Économie
La région est riche en ressources naturelles mais pauvre en investissements économiques. Les infrastructures publiques y sont très peu présentes.
Avec 28 260 hectares cultivés, le Catatumbo, dans le nord de la province, est devenu en 2017 la troisième zone de coca de Colombie. La coca est pour beaucoup de paysans la seule culture rentable.
Le gouvernement lance en 2016 un programme de substitution volontaire des cultures illégales. Pourtant, les compensations financières promises n'ont jamais été versées, et les paysans qui ont accepté de suivre le programme se sont retrouvés appauvris et endettés.